# 阿莫拉
阿莫拉（葡萄牙語：Amora）是葡萄牙的一座城市。在2001年，有人口50,991人。全市面積有27.31平方公里。市內的主要產業是海軍相關產業和漁業。阿莫拉首次被提到是在1384年。

## 外部連結
- Official website （页面存档备份，存于） （葡萄牙文）